# Спивак, Моника Львовна
Мо́ника Льво́вна Спива́к (род. 3 марта 1961, Пермь) — советский и российский литературовед. Доктор филологических наук (2013). Заслуженный работник культуры Российской Федерации (2011).

## Биография
После окончания школы № 7 г. Перми училась на филологическом факультете Пермского государственного университета (окончила в 1982 г.), затем в аспирантуре Московского государственного университета по кафедре русской литературы (1983—1986). В 1986 году защитила кандидатскую диссертацию «Трагическое и комическое в романах Достоевского („Бесы“, „Братья Карамазовы“)». В 2013 году защитила докторскую диссертацию «Публицистика Андрея Белого в биографическом и историко-культурном контексте (1916—1934)».
С 1991 года работает в Государственном музее А. С. Пушкина (Москва). С 1993 года старший научный сотрудник в филиале Государственного музея А. С. Пушкина «Мемориальная квартира Андрея Белого» (Арбат, 55), была одним из создателей этого музея (вместе с Н. Д. Александровым и др.). В 2003—2023 годах заведующая «Мемориальной квартирой Андрея Белого».
С 2013 года ведущий научный сотрудник отдела русской литературы конца XIX — начала XX века ИМЛИ РАН, с июля 2020 г. — заведующая отделом «Литературное наследство» ИМЛИ РАН.
Публикуется с 1983 года. Специалист по биографии и творчеству Андрея Белого. Ввела в научный оборот материалы, связанные с историей московского Института мозга, занимавшегося обоснованием материальной природы гениальности и собиравшего коллекцию мозгов выдающихся людей. В 2005—2022 годах председатель комиссии по Андрею Белому при Научном совете «История мировой культуры» Российской Академии наук.

## Семья
- Мать — Рита Соломоновна Спивак, филолог.
- Отец — Лев Волькович Спивак, физик.
- Муж — Михаил Павлович Одесский, литературовед.
  - Сын Даниил (род. 1981).